# Riedelinius spinosus
Riedelinius spinosus es una especie de coleóptero de la familia Attelabidae.

## Distribución geográfica
Habita en Papúa Nueva Guinea  y en Nueva Guinea (Indonesia).